# Erkenbert-Ruine
Die Erkenbert-Ruine ist der Rest der ehemaligen Stiftskirche St. Maria Magdalena in Frankenthal (Rheinland-Pfalz). Sie ist nach dem Stifter Erkenbert von Frankenthal benannt. Der Bau wurde in der Zeit der Romanik errichtet und ist das älteste Baudenkmal der Stadt.

## Geographische Lage
Die Erkenbert-Ruine liegt im Stadtzentrum zwischen der katholischen Dreifaltigkeitskirche im Westen und der protestantischen Zwölf-Apostel-Kirche im Osten. Im Süden und Südwesten schließen das Rathaus und der Kornmarkt an.

## Geschichte

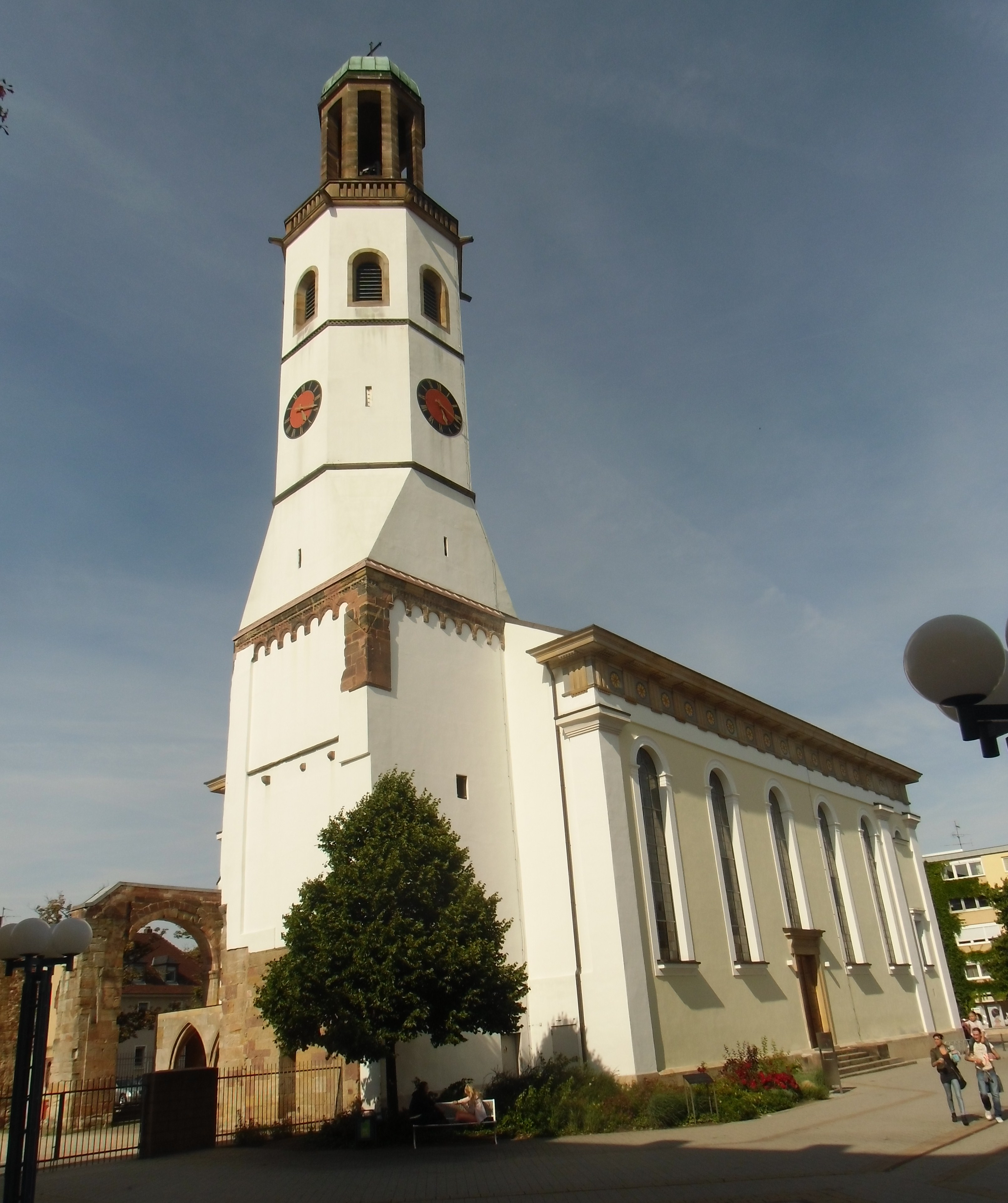
Zwölf-Apostel-Kirche mit altem Turmrest. Links vom Turm sind der Lettner und der Anschlussbogen zum Querschiff der alten Kirche erkennbar

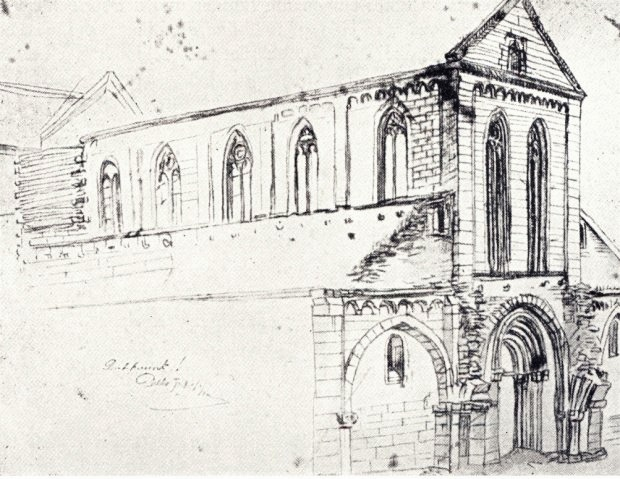
Die Kirchenruine um 1800, Zeichnung von Johannes Ruland (1744–1830)

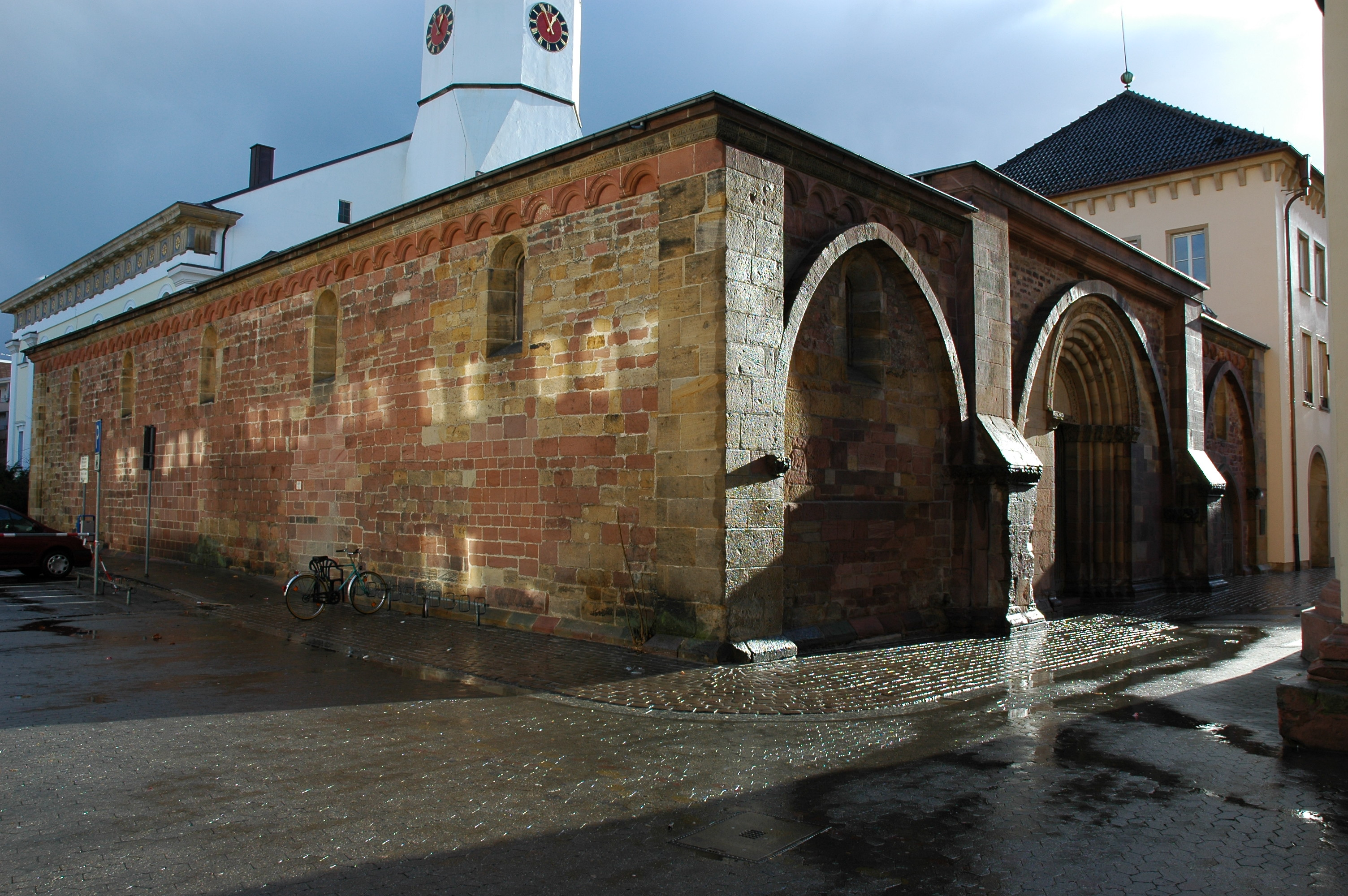
Nordwand des Seitenschiffs (links) und Westfassade

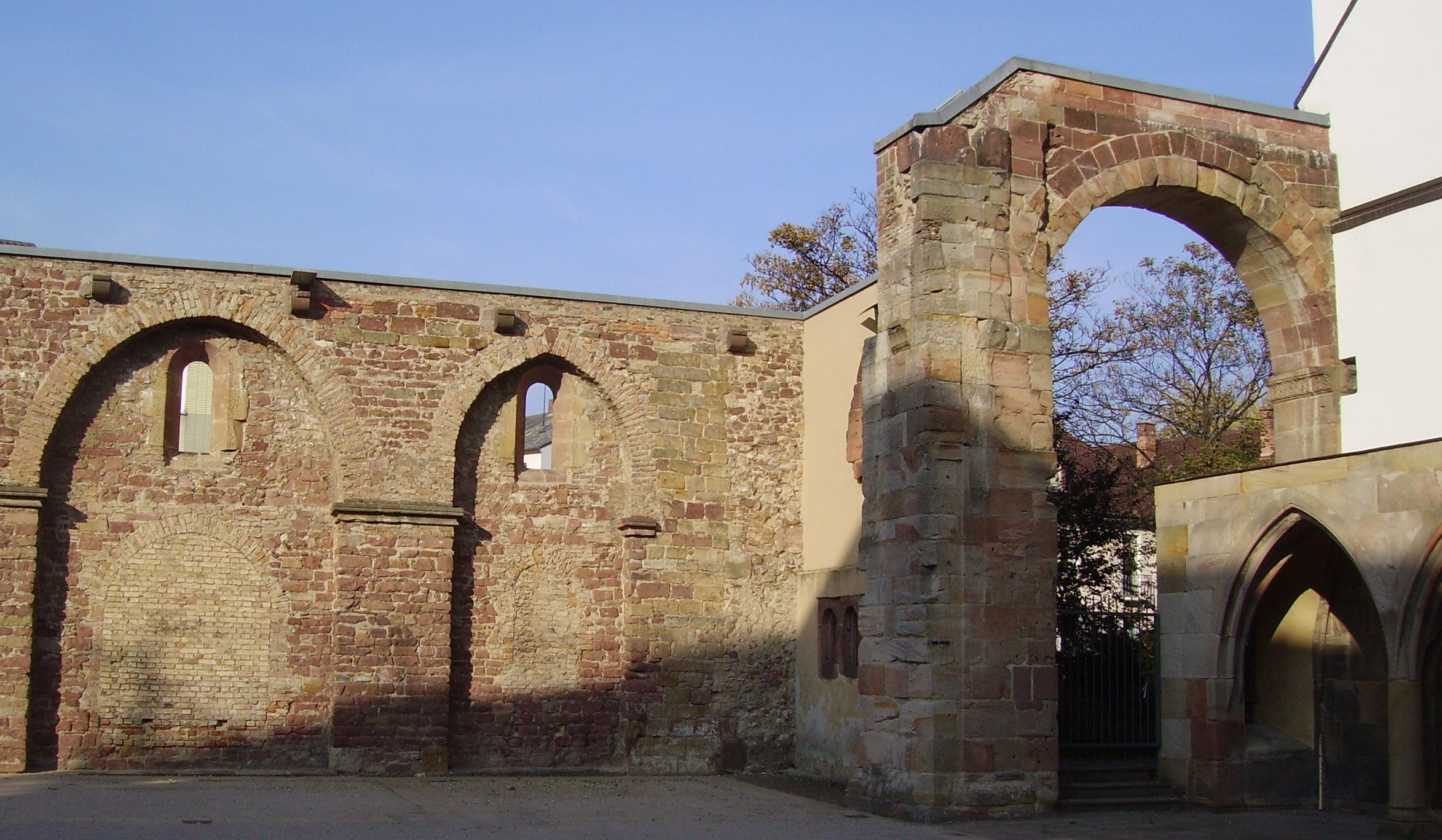
Blick in das nördliche Seitenschiff, davor das Hauptschiff, im Osten begrenzt durch den Lettner

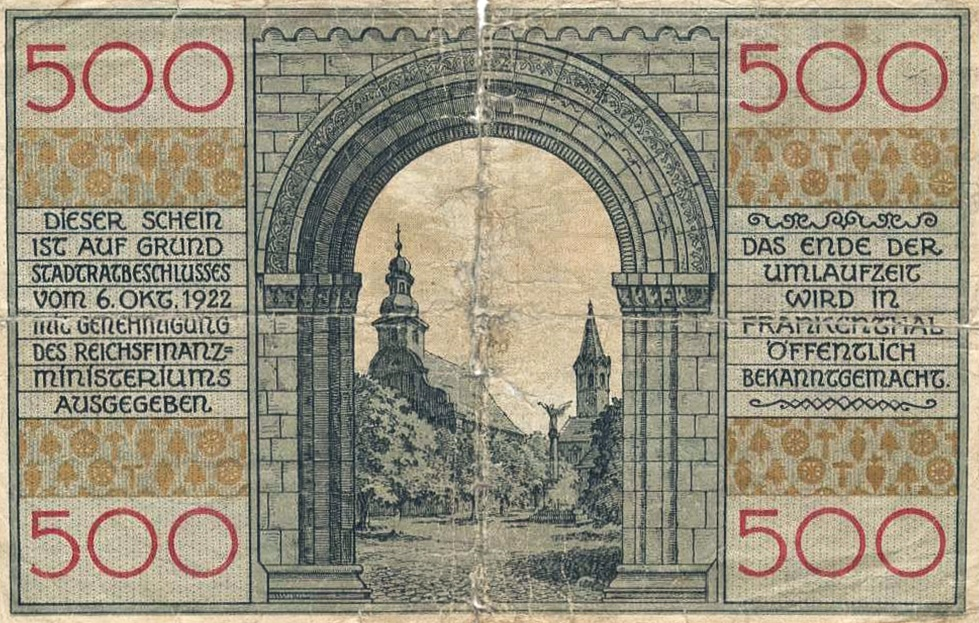
Stilisiertes Portal der Erkenbertruine auf einem Geldschein der Stadt Frankenthal, 1922

Der aus Worms stammende Erkenbert, auch Eckenbert genannt, war ein Ministeriale des dortigen Bischofs. 1119 gründete er auf seinem 12 km entfernten Frankenthaler Landsitz ein Augustiner-Chorherrenstift mit Hospital; später kam noch ein Skriptorium hinzu. 1125 wurde die Stiftskirche durch Bischof Burchard II. der heiligen Maria Magdalena geweiht. Im gleichen Jahr gründete Erkenberts Gemahlin Richlinde ebenfalls in Frankenthal ein Augustiner-Chorfrauenstift. Erkenbert war bis zu seinem Tod 1132 Propst des Stiftes und wurde laut seiner Vita in der Kirche beigesetzt. Er wird als Seliger verehrt.
1140 wurde das Stift durch Papst Innozenz II. zur Abtei erhoben, 1142 ein weiterer Bauabschnitt geweiht. 1148 begann im Skriptorium die Herstellung der Frankenthaler Bibel, die nach wechselvollem Schicksal seit 1720 in London verwahrt wird. 1163 bestätigte Papst Viktor IV. die Privilegien des Stiftes.
1171 zerstörte ein Brand große Teile der Stiftskirche. Sie wurde wieder aufgebaut und 1181 durch Bischof Konrad II. neu geweiht. Am 21. November 1291 starb hier der wegen seiner Frömmigkeit berühmte Wormser Bischof Simon von Schöneck und wurde in der Klosterkirche, vor dem Hochaltar, beigesetzt. Um 1300 hatte das Kloster seine größte Ausdehnung und Bedeutung erreicht und verfügte über Landbesitz, Schule, Hospital und Studienhaus. Besonders kunstvoll ausgestaltet war der spätgotische Lettner in der Kirche, der aus dem 14. Jahrhundert stammte.
Als Teilnehmer am Wormser Reichstag von 1495 starb hier am 14. Juli dieses Jahres der Freisinger Fürstbischof Sixtus von Tannberg, welchen man in den Freisinger Dom überführte.
Während des Pfälzischen Bauernkriegs wurde die Abtei 1525 geplündert und beschädigt. Gleiches geschah mit dem ihm unterstehenden Kloster Kirschgarten in Worms, dessen 22 Chorherren deshalb ihren Konvent aufgaben und dauerhaft nach Frankenthal übersiedelten. 1562, nach der Reformation, erfolgte die Auflösung des Stifts durch Kurfürst Friedrich III. von der Pfalz; fortan diente es als Unterkunft für protestantische Glaubensflüchtlinge aus Flandern und der Wallonie.
Im Pfälzischen Erbfolgekrieg brannten französische Truppen die Anlage 1689 nieder. Nur der Chor und das nördliche Seitenschiff wurden zunächst wieder aufgebaut; der Chor diente als Kirche, das Seitenschiff als Getreidespeicher. 1692 wurden weitere Teile wieder aufgebaut zur Verwendung als Kirche. Über dem ehemaligen Westflügel wurde 1756 das Rathaus errichtet.
1820 wurden Chor und Querhaus abgetragen, um den Bau einer neuen protestantischen Kirche zu ermöglichen. Der Architekt Johann Philipp Mattlener bewahrte den Südturm weitgehend, errichtete eine klassizistische Kirche, die 1823 geweiht wurde, und integrierte den historischen Turm in diese. In der Folge verschwanden weitere Teile der Ruine, nur das nördliche Seitenschiff und die Westfassade blieben erhalten.
1893 richtete der Altertumsverein im ehemaligen Getreidespeicher das Erkenbert-Museum ein. Zwischen 1910 und 1914 zog das Museum in ein Obergeschoss, das es sich mit einem großen Ratssaal teilte.
Im Zweiten Weltkrieg wurden 1943 während eines massiven Bombenangriffs auf die Stadt auch das Museum und die protestantische Kirche zerstört. Von 1950 bis 1952 erfolgte der Wiederaufbau des Gotteshauses als Zwölf-Apostel-Kirche nach den Plänen von Georg Wick. Das Rathaus wurde 1955 neu gebaut. 1960 wurden die Museumsreste entfernt und die romanische Ruine freigelegt, die später zum Atrium ausgebaut wurde.

## Zustand und Nutzung
Von der voluminösen einstigen dreischiffigen Pfeilerbasilika in ihrer größten Ausdehnung mit Querhaus, Chor, Apsis sowie zwei Winkeltürmen – vollständig ausgeführt war nur der größtenteils heute noch erhaltene südliche Turm – ist bekannt, dass das sechs Arkaden aufweisende Hauptschiff flach gedeckt war, während die Seitenschiffe nach 1171 gewölbt wurden. Erhalten sind im Einzelnen die folgenden in den 1990er Jahren restaurierten Teile:
- die untere Zone der Westfassade
- die nördliche Außenwand des linken Seitenschiffs
- der Lettner
- das Untergeschoss des Südtturms bis zu seiner im Mittelalter originalen Höhe von 16,94 m (heute Bestandteil der Zwölf-Apostel-Kirche).

Erkennen lassen sich noch die Ansätze einer gewölbten Vorhalle. Das Säulenstufenportal der Westfassade zeigt formale Anklänge an das Nordportal des Wormser Doms; Kämpfer und Archivolten der Bögen weisen ausgereifte Blattwerkornamente und Tierfiguren auf.
Die heute an einen Innenhof erinnernde Erkenbert-Ruine wird vor allem für Freiluft-Veranstaltungen genutzt. Dies sind Theater- und Filmaufführungen oder Konzerte, z. B. im Rahmen des zweiwöchigen Sommerfestivals, das jährlich im Juli/August stattfindet. Im Winter 2008/09 gab es im Atrium erstmals eine Eislaufbahn.

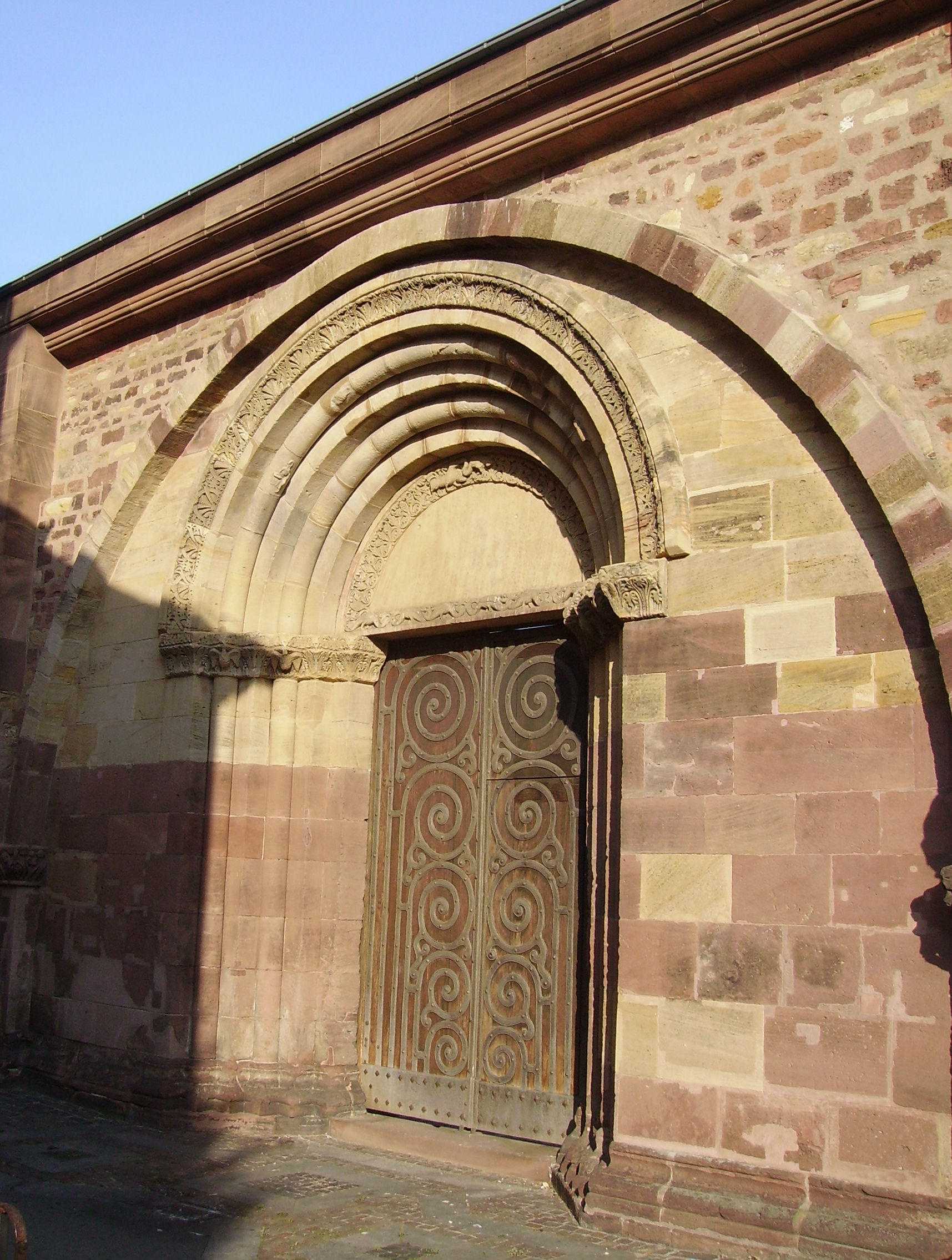
Nahaufnahme Hauptportal
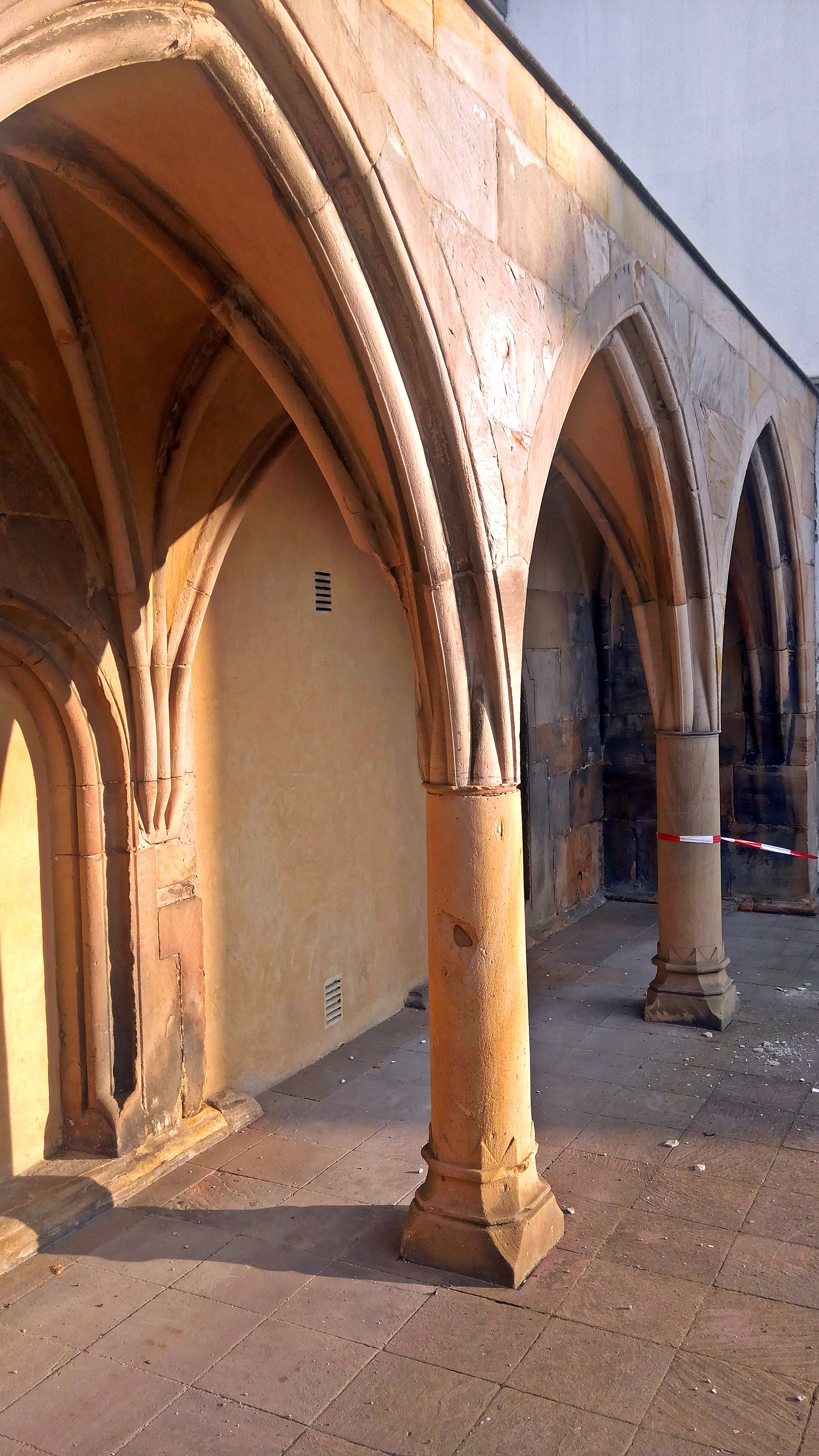
Der Lettner
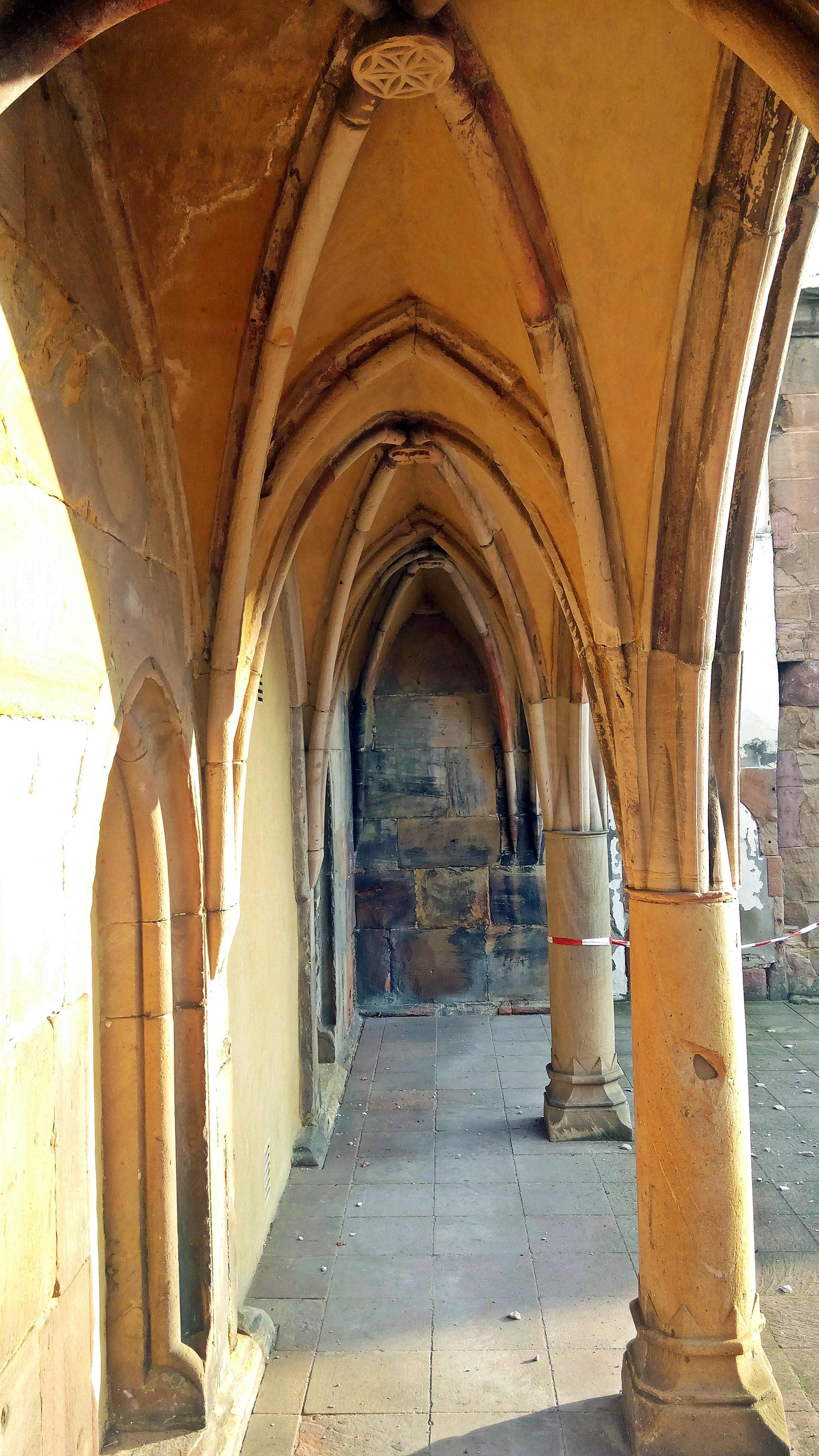
Gewölbe des Lettners